# Middle Ord
Middle Ord – osada w Anglii, w hrabstwie Northumberland. Leży 91 km na północ od miasta Newcastle upon Tyne i 488 km na północ od Londynu.